# Alexander Purnell
Alexander Purnell (St Leonards, 30 de janeiro de 1995) é um remador australiano, campeão olímpico.

## Carreira
Purnell conquistou a medalha de ouro nos Jogos Olímpicos de Verão de 2020 em Tóquio com a equipe da Austrália no quatro sem masculino, ao lado de Spencer Turrin, Jack Hargreaves e Alexander Hill, com o tempo de 5:42.76.